# مروة النجار
مروة النجار (مواليد 1982 م) فنانة تشكيلية فلسطينية، ولدت في الكويت ودرست المرحلة الإبتدائية فيها، ثم انتقلت إلى الأردن مع عائلتها. تخرجت من كلية الفنون الجميلة من جامعة النجاح الوطنية في نابلس، وعملت محاضرة فيها لمدة عامين. بدأت رحلتها الفنية بمشاركتها في معرض جماعي في الأردن عام 2012، وأقامت معرضها الشخصي الأول في عمان عام 2013.

## أسلوبها الفني
تعمل مروة النجار بشكل رئيسي بالزيت على القماش، مدمجة مع أوراق الذهب والفضة والنحاس. تعرف أعمالها بتركيزها على الحالة الإنسانية، في لوحاتها تحاكي الظواهر الإجتماعية العامة، وتناقش قضايا مختلفة، وتجسد في لوحاتها المرأة من منظور جمالي بحت الجانب الأنثوي الرقيق في اللوحات عبر الوجوه التي تركز من خلالها على الملامح الناعمة، والشعر المنسدل. لكن المميز في ألوانها أنها تتدرج من البني ومشتقاته، في اللوحات ذات الخلفية الذهبية، ثم تبدأ من الرمادي الداكن إلى مشتقاته الفاتحة مع اللوحات ذات الخلفية الفضية.

## المعارض الفنية
لها العديد من المعارض الفردية والثنائية منها:
- معرض "بدون عنوان" جاليري نايلة، في الرياض عام 2020.
- معرض "الأخوين نجار" مع شقيقها عمر النجار عام 2014.
- معرض"بدون عنوان" جاليري زارا في عمان عام 2013.

ولها العديد من المعارض الجماعية منها:
- معرض مع عدد من الفنانين في الأردن عام 2012.
- معرض في المركز الثقافي الفرنسي في فلسطين 2004.

## الجوائز
حازت عل المركز الأول في جائزة إسماعيل شموط للفن التشكيلي في دورتها الثالثة عام 2010 بلوحتها التي تناولت معاناة أطفال فلسطين جراء ممارسات الاحتلال من خلال الهجمات التي تتعرض لها المباني والأحياء السكنية.